# Bekzat Sattarchanov
Bekzat Sattarchanov (4. dubna 1980 Turkestán — 31. prosince 2000 Šymkent) byl kazašský boxer.
Na olympijských hrách v Sydney roku 2000 získal zlatou medaili v pérové váze (do 57 kg). Rok předtím získal stříbro na mistrovství Asie v Taškentu. Jeho slibná kariéra však skončila brzy. Krátce po svém olympijském triumfu, na silvestra roku 2000, měl autohavárii, při níž zemřel. V roce 2019 byl o něm v Kazachstánu natočen šestidílný životopisný televizní seriál.